# Церковь Богородицы Левишки
Церковь Богородицы Левишки (серб. Црква Богородица Љевишка / серб. Црква Bogorodica Ljeviška, алб. Kisha e Shën Premtës) — храм Рашско-Призренской епархии Сербской православной церкви, находящаяся в автономной области Косово и Метохия, в городе Призрене.
Церковь располагается на самом юге Косова и Метохии — в городе Призрен, в его старой части. Церковь Богородицы Левишка, является одной из красивейших сербских средневековых церквей, представляет собой оригинальный архитектурный замысел. Фрески созданы примерно между 1307 — 1313 годами. Их стиль близок к константинопольскому. Расписывали храм греческие мастера Михаил Астрапа и Евтихий из Фессалоники. Жемчужиной храмовой росписи церкви является икона XIII века — Матерь Божия Милующая, на которой запечетлена Богоматерь с Богомладенцем с корзинкой в руках полной хлебов. Из корзинки Богомладенец берёт хлеба и раздаёт страждущим. Данная фреска-икона почитается верующими как чудотворная.
В 2006 году церковь была зачислена в перечень объектов Всемирного Наследия ЮНЕСКО. В 2006 году она была зачислена в список всемирного наследия, находящегося под угрозой, по причине возможных атак албанских боевиков. Находится под защитой KFOR.
В 2016 году в церкви прошло первое венчание после конфликта 1999 года.